# Росомони
Росомони (лат. Rosomanorum) — народ (лат. "Rosomonorum gens infida") у Східній Європі, відомий лише з «Ґетики» Йордана (VI століття) у зв'язку з подіями близько 375 року. Фрагментарність та обмеженість самого повідомлення дає можливість для найрізноманітніших інтерпретацій цього етноніму — від іранської чи германської до, взагалі, визнання росомонів «слугами» чи «episch-fiktives». Епічний характер джерел Йордана щодо часу та подій правління Германаріха (як приклад — «Підбурення Ґудрун») значно ускладнює аналіз відповідних повідомлень.
Для розуміння виникаючих складнощів аргументації pro- та contra- будь-яких висловлених версій, слід звернути увагу на наступне зауваження:

| «…автор, якому належить основне оформлення тексту, погано розумів те, про що пише; цю обставину слід постійно мати на увазі, звертаючись до тексту Йордана.»[1][сторінка?] |
Окремої уваги заслуговує ретроспектива подій часу правління Германаріха, а саме:
- Германаріх підкорює герулів/ ерулів Приазов'я;
- Германаріх підкорює венедів;
- Гуни починають війну проти Германаріха;
- Германаріх карає на смерть росомонку за зраду;
- Германаріха поранено братами скараної росомонки, остготів підкорено гунами;
- один з наступників Германаріха, Вінітар, починає війну проти антів;
- гуни залучаються до гото-антського протистояння, готів остаточно розбито, Вінітара вбито.

## Іранська етимологія
| «Оскільки германські елементи цілком можуть бути пояснені германомовністю джерела, єдиний прийнятний висновок щодо мови „росоманів“ буде про її належність до іранської групи. Таким чином, якщо визнати, що під „росоманами“ криється реальний народ, його можна описати так: кочовий іраномовний народ, який має іншу назву (не „росомони“!), союзний готам, після появи гунів виступає проти готів, чим сприяє смерті Германаріха.»[2] |
Інша думка прихильників «іранської» гіпотези — росомони = роксолани. Неодноразово зверталася увага на те, що до остготського «райху» Германаріха окрім безпосередньо готських племен входили різні групи алан, й сам Йордан, ймовірно, був за походженням гото-аланом. Отже, для власне алан рокс-алани могли бути просто ro(χ)s-mojne — «люди рос (чи рокс)».
Особливої уваги потребує наступна думка: «Вельми популярне зближення імені росомонів з етнонімом роксолани також не витримує критики, якщо виходити з того факту, що мова йде про родове ім'я». У Йордана щодо росомонів використано лат. "gens" — укр. "рід", але: «На думку деяких дослідників, для латини від М. Теренція Варрона (ІІ-І ст. до н. е.) до Адама Бременського (ХІ ст.) різниця між двома цими термінами (gens та natio) має чи не виключно стилістичний характер.»
Щодо відношення Йордана взагалі до іранського елементу у державі Германаріха, то «немає сумнівів, що саме іранське і готське населення … степів розглядалося Йорданом як „своє“, як певна норма, на відміну від чужих підкорених племен на північ та схід… Іранська тема була незмінно і по-особливому близька Йордану»

## Росомони у Йордана
У параграфі 129 свого опису про діяння готів Йордан вживає назву «росомони»:

| «Ерманаріх (Hermanaricus) же, король готів, хоча й був, як ми повідомили раніше, переможцем численних народів, одначе допоки він думав про нашестя гунів … невірний народ росомонів (Rosomonorum gens infida), який на той час разом з іншими виказував йому покірність, скористався наступним зручним випадком, щоб ошукати його. Після того як король, розлючений, наказав одну жінку з вищеназваного племені на ім'я Сунільда за зрадницький відхід (заколот) її чоловіка, розірвати на частини, прив'язавши до диких коней… Брати ж її Cap і Аммій, у помсту за смерть сестри, вдарили мечем в бік Ерманаріха». |